# Курган (город)
Курга́н — город в России, административный центр Курганской области. Основан в 1679 году крестьянином Тимофеем Невежиным; в 1782 году по указу Екатерины II получил статус города, но поселение на этом месте существовало с 1553 года. Расположен в Южном Зауралье, на берегах Тобола (преимущественно на левом берегу).
Город трудовой доблести с 15 января 2025 года.
Население города — 300 763 чел. (2025). С пригородами (Кетово, Варгаши и другие населённые пункты) формируется городская агломерация с населением 360 000 человек (2015).
Курган — один из важнейших экономических, научных и культурных центров Уральского федерального округа, крупный транспортный узел. Промышленный центр (среднее машиностроение, химическая, лёгкая и пищевая промышленность, военно-промышленный комплекс). Город известен в стране благодаря Российскому научному центру «Восстановительная травматология и ортопедия» имени академика Г. А. Илизарова. Также в Кургане производятся автобусы КАвЗ, боевые машины пехоты БМП-3 и Курганец-25, а также медикаменты, нефтегазовое оборудование и трубопроводная арматура. А также есть завод Курганприбор, на котором налажено производство боеприпасов, в том числе на предприятии выпускается авиационная ракета Р-74 (РВВ-МД).
Имеет статус города областного подчинения, в границах которого образовано муниципальное образование город Курган со статусом городского округа как единственный населённый пункт в его составе.

## Этимология
Упоминается в середине XVII века как слобода Царёво Городище, она же Курганская слобода, Царёво-Курганская слобода или Царёва слобода. Названия по находившемуся в шести верстах от слободы кургану, который за свои размеры именовался Царёв курган. В 1782 году слобода преобразована в уездный город Курган.

## Географическая характеристика

### Местоположение
Курган находится в центральной части Евразии, в 1973 км к востоку от Москвы.
Географические координаты: 55°27′ северной широты, 65°20′ восточной долготы. Высота над уровнем моря — 75 м.
Город расположен на Западно-Сибирской равнине по берегам Тобола (преимущественно на левом (северном) берегу).
Географическое положение Кургана крайне выгодно и с течением истории благоприятно повлияло на развитие города. Основные транспортные магистрали из Европейской России в Сибирь (Транссибирская железная дорога и федеральная автодорога «Иртыш») проходят через Курган.
| С-З | Пермь ~ 620 км / ~ 756 км Екатеринбург ~ 325 км / ~ 373 км    | Тобольск ~ 361 км / ~ 449 км Тюмень ~ 190 км / ~ 203 км | Ханты-Мансийск ~ 655 км / ~ 1112 км Ишим ~ 273 км / ~ 330 км   | С-В |
| З   | Челябинск ~ 251 км / ~ 260 км Уфа ~ 597 км / ~ 639 км         | Роза ветров                                             | Омск ~ 510 км / ~ 634 км Новосибирск ~ 1121 км / ~ 1202 км     | В   |
| Ю-З | Магнитогорск ~ 465 км / ~ 568 км Оренбург ~ 791 км / ~ 995 км | Костанай ~ 276 км / ~ 307 км Рудный ~ 316 км / ~ 348 км | Петропавловск ~ 256 км / ~ 273 км Кокшетау ~ 363 км / ~ 448 км | Ю-В |

### Часовой пояс
Курган, как и вся Курганская область, находится в часовой зоне МСК+2. Смещение применяемого времени относительно UTC составляет +5:00.
В соответствии с применяемым временем и географической долготой средний солнечный полдень в Кургане наступает в 12:39.

### Климат
Климат города умеренный, по общим характеристикам относится к умеренному континентальному (переходный от умеренно континентального к резко континентальному), характеризующийся особенностями, свойственными зоне лесостепи всего Южного Урала (с холодной малоснежной зимой и жарким сухим летом). Уральские горы, препятствуя прохождению влажных воздушных масс, усиливают континентальность климата. Характерной особенностью климата является недостаточное увлажнение с периодически повторяющейся засушливостью. Преобладает южный и юго-западный ветер. Случаются и сильные ураганы: 26 августа 2007 года, 14 июня 2010 года, 7 апреля 2020 года, 26 октября 2020 года.
Абсолютный минимум температуры воздуха −47,9 °C был в январе 1943 года и феврале 1951 года, абсолютный максимум +41,2 °C был 11 июля 2023 года. Самым засушливым годом был 1910 год (152 мм осадков), а самым дождливым — 1938 год (583 мм осадков); в августе 1899 года за сутки выпало 87 мм осадков. Самый ранний снегопад был в ночь с 20 на 21 сентября 1977 года, с образованием снежного покрова до 9 см; ранние снегопады были 21 сентября 1956 года и 24 сентября 1954 года. Самый поздний снегопад был 6 июня 1992 года, толщина покрова достигала 10 см.
| Показатель                    | Янв.  | Фев.  | Март  | Апр.  | Май   | Июнь | Июль | Авг. | Сен. | Окт.  | Нояб. | Дек.  | Год   |
| ----------------------------- | ----- | ----- | ----- | ----- | ----- | ---- | ---- | ---- | ---- | ----- | ----- | ----- | ----- |
| Абсолютный максимум, °C       | 4,3   | 8,0   | 17,3  | 31,3  | 36,6  | 38,5 | 41,2 | 38,5 | 35,8 | 24,6  | 14,6  | 5,8   | 41,2  |
| Средний суточный максимум, °C | −11,4 | −8,9  | −0,7  | 11,1  | 20,2  | 24,5 | 25,8 | 23,6 | 17,1 | 8,8   | −2,5  | −9,2  | 8,2   |
| Средняя температура, °C       | −15,5 | −13,8 | −5,7  | 5,1   | 13,4  | 18,2 | 19,7 | 17,4 | 11,1 | 4,1   | −6    | −12,9 | 2,9   |
| Средний суточный минимум, °C  | −19,4 | −18,3 | −10,2 | 0,0   | 6,8   | 11,9 | 13,7 | 11,9 | 6,2  | 0,2   | −9,3  | −16,6 | −1,9  |
| Абсолютный минимум, °C        | −47,9 | −47,9 | −44,3 | −27,2 | −10,5 | −3,5 | 2,8  | −1,6 | −7,7 | −24,8 | −38,8 | −46,4 | −47,9 |
| Норма осадков, мм             | 18    | 14    | 18    | 22    | 38    | 51   | 61   | 52   | 34   | 34    | 28    | 21    | 391   |
| Источник: Погода и климат     |       |       |       |       |       |      |      |      |      |       |       |       |       |

Таблица наиболее снежных зим в г. Кургане:
| Зима      | Количество осадков, мм |
| --------- | ---------------------- |
| 1893—1894 | 106                    |
| 2000—2001 | 99                     |
| 2016—2017 | 96                     |
| 1975—1976 | 86                     |
| 1925—1926 | 82                     |

### Гидросеть

#### Реки
По территории Кургана протекают реки:
- Тобол
- Чёрная (микрорайон Зайково, районы Заозёрный, Северный, Рябково)
- Средний Утяк (восточнее микрорайона Шепотково)
- Язевка (между посёлками Радужный, Рябково и Чистое Поле)

Ныне не существующие реки:
- Быструшка, до 1960-х — 1970-х годов, на её берегах была улица Быструшинская, с 25 октября 1957 года — улица Л. В. Аргентовского
- Кривушка, до 1960-х — 1970-х годов, между ул. Орлова и ГСК № 80

#### Озёра и водохранилища
Большинство озёр представляют собой старицы Тобола.
- Вдхр. Орловское — западнее района Энергетики
- Бездонное — юго-западнее района Энергетики
- Битёвка (старица Тобола) — севернее современного русла, в районе Центрального парка культуры и отдыха им. 50-летия Октября (ЦПКиО) и микрорайона Шевелёвка
- Васьково — западнее микрорайона Шепотково
- Голубые озёра (искусственный водоём, популярная у местных жителей зона отдыха) — севернее района Рябково
- Горелое — северо-западнее района Заозёрный
- Исток (старица Тобола) — шоссе Тюнина
- Левашово — севернее района Заозёрный
- Малое Караульное (старица Тобола) — южнее современного русла, в районе Молодёжного жилого комплекса (МЖК) «бульвар Солнечный»
- Нанаево (старица Тобола) — южнее современного русла, в районе Западный
- Новосеверное (фактически 2 озера соединённые протокой) — район Северный
- Тобольное — севернее микрорайона Тополя
- Усово 2-е — южнее микрорайона Утяк
- Чёрное (народное название: «Стакан») — район Заозёрный
- Чигирим (старица Тобола) — южнее современного русла, в районе микрорайона Затобольный
- Шум— северо-восточная часть города

Ныне не существующие озёра:
- Бошняк, названо в честь курганского земского исправника Николая Алексеевича Бошняка, который в 1790 году оставил за собой 300 десятин у этого озера. В 1946 году озеро было высушено. Находилось между улицами Станционной, Коли Мяготина, Комсомольской и Красина[17]. Ныне на месте западной части озера расположен Бошняговский сквер.
- Исток (старица Тобола), засыпана в 1892 году, во время эпидемии холеры, ныне Молодёжный сквер
- Коровье. Находилось между улицами Орлова, Гоголя, Бурова-Петрова и железной дорогой.
- Мойка (старица Тобола), засыпана в 1894 году, ныне Центральный рынок
- Терпиторье, в 1927 году озеро было высушено. Находилось между улицами Красина, Коли Мяготина и Зорге.
- Чёрное. Находилось на перекрестке улиц Савельева и Карла Маркса.
- озеро без названия (старица Тобола). Находилось между улицами Климова, Савельева и Кравченко.
- озеро без названия, ныне АО "АК «Корвет».

#### Болота и другие водоёмы
- Болото Островское — западнее района Заозёрный
- Болото Полой — между озёрами Малое Караульное и Тобольное

### Экологическая ситуация
Основными вредными веществами, находящимися в атмосфере Кургана, являются сажа и формальдегид.
По подсчётам специалистов, в курганские воды каждый год сбрасывается порядка 65 тыс. тонн отходов производства и жизнедеятельности.
Проблема утилизации отходов в Кургане стоит очень остро. Всего 30 небольших предприятий в Зауралье занимаются этим видом деятельности. Небольшим положительным сдвигом в данной области стало открытие ООО «Центр управления медицинскими отходами». Медицинских отходов в год образуется порядка 50 тонн.
Ситуация с твёрдыми бытовыми отходами (ТБО) в г. Кургане: единственный Шуховский полигон соответствует всем нормам и требованиям, предъявляемым к данным видам сооружений по законодательству РФ и внесён в единый государственный реестр.

## История

### XVII—XVIII века
Журнал «Наука и жизнь» в № 6 за 1978 год, ссылаясь на «Полное собрание законов Российской империи», относит основание города к 1553 году. По книге «Списки населённых мест Тобольской губернии» выпуска 1904 года, Курган был основан в 1633 году. В 1960-х годах датой основания стал считался 1662 год: 1 декабря 1962 в Кургане отметили 300-летие основания города. В 1982 году датой основания стали считать присвоение статуса города в 1782 году: 14 июня 1982 года Курган был награждён орденом Трудового Красного Знамени, в честь успехов курганских машиностроителей и в связи с 200-летием города. В соответствии с решением Курганской городской Думы от 16 сентября 2009 года № 255 «О дате основания города Кургана» датой основания Кургана считается 1679 год.
Считается, что основание поселению положил крестьянин Тимофей Невежин, срубивший себе избу на берегу Тобола вблизи древнего кургана. На живописный берег реки и благодатную землю потянулись первые переселенцы. Вскоре выросли острог и слобода. Первое название — Царёво Городище — поселение получило по Царёву кургану. В XX веке курган был вскрыт экспедицией под руководством уральского археолога Константина Сальникова. Было установлено, что курган относится к III—IV векам н. э., являлся могилой, которая была впервые разграблена вскоре после захоронения и к нашему времени почти ничего не осталось. За свою историю город много раз выгорал дотла и возрождался заново. С 1660-х годов он постоянно значится в исторических документах. В июле 1691 года степняки напали на слободу, частично сожгли её и забрали много пленных.
В 1695 году поселение было перенесено на 8 вёрст ниже по течению Тобола. В документах используется как название «Царёво Городище», так и «Царёв Курган», которые выступают синонимами. В 1738 году в связи с устройством Ишимской оборонительной линии укрепление было упразднено. В метрических книгах расположенной в слободе Христорождественской церкви, название Царёво Городище (Царёвогородищенская слобода) используется по 1775 год, с 1776 года — Курганская слобода. 19 (30) декабря 1782 года Курганская слобода стала городом Курган.

### XIX век
В 1804—1898 годах город Курган — административный центр Курганской округи (Курганского округа) Тобольской губернии (в 1822—1882 годах входила в состав Западно-Сибирского генерал-губернаторства). В начале века в городе были открыты: первое учебное заведение, первая городовая больница, пожарное депо со смотровой вышкой.
Учитывая удалённость от центра России, город использовался властями как место ссылки. Со временем город становится центром торговли продуктами земледелия и скотоводства (хлеб, сало, мясо, масло, кожи). Промышленность была представлена в основном предприятиями по переработке сельскохозяйственного сырья. В 1856 году в Кургане насчитывалось 3576 жителей, две каменных церкви (Троицкая и Богородице-Рождественская), семь каменных домов. В конце века были открыты телеграфная станция, первое фотографическое заведение, страховое общество, детский приют, ночлежный дом, столовая для бедных.
Со 2 (14) июня 1898 года Курган — административный центр Курганского уезда Тобольской губернии (с 5 апреля 1918 года — Тюменской губернии; белогвардейцы, взявшие власть в губернии в июне 1918 года, использовали старое административное деление). Со строительством Транссибирской магистрали город начал быстро расти. В мае 1894 года устроен телефон для нужд городской полиции.

### С 1900 до конца 1930-х годов
В начале XX века в городе проходят забастовки рабочих, основывается Курганское отделение РСДРП. Позже будет арестовано руководство отделения. Основываются и закрываются через некоторое время кинотеатры. 15 (28) апреля 1914 года была пущена первая электростанция.
В связи с началом Первой мировой войны были арестованы все проживающие в городе германские и австрийские подданные. К 1917 году население Кургана насчитывало около 40 тысяч человек. Город был развитым промышленным и культурным городом. Работало 49 предприятий с шестью тысячами рабочих; действовали две больницы на 100 коек. Образованием занимались мужская и женская гимназии, церковно-приходские и ремесленные школы, уездное и приходские училища. Была открыта публичная библиотека, которую посещали более тысячи человек. Также работали театр, цирк, два электротеатра (кинотеатра), пять фотографий, две типографии, два книжных магазина.
23 ноября (6 декабря)  1917 года власть в городе захватил Курганский Совет рабочих и солдатских депутатов. 1 (14) декабря 1917 года вновь избранный исполком вынес вторичное решение о взятии власти Советом. После этого эсеры и меньшевики вышли из его состава.
28 мая 1918 года большевиками был создан военный штаб для организации обороны города от частей Чехословацкого корпуса. 2 июня начались бои и к утру 3 июня около 150 красных сдались, остальные бежали. Все члены исполкома были арестованы. 13 августа город был занят частями Сибирской добровольческой армии.
Ровно через год сводный кавалерийский отряд 3-й армии РККА под командованием Н. Д. Томина разбил защищавшие город части Русской армии. Утром 13 августа 1919 года конница Н. Д. Томина появилась в 10 километрах западнее Кургана и внезапно атаковала находившиеся здесь полки белых, к 16 часам вела бои под деревнями Чаусово и Новая. Полк Красных гусар правым флангом находился недалеко от Кургана. Петроградско-Уфимским полком с боем были заняты село Введенское и деревня Зайкова. На плечах бежавших белых Нарвский полк Красных гусар ворвался в Курган и захватил железнодорожный мост через Тобол, сохранив его для наступающих частей Красной армии. В 24 часа 13 августа Курган был взят. В течение года окончательно установилась советская власть. Из-за нестабильной политической и экономической обстановки пострадали многие предприятия и заводы, нередки были пожары. Основная часть промышленности была восстановлена лишь через несколько лет.
27 августа 1919 года в состав Челябинского районного Управления на правах губернского органа, подчинённого Сибирскому Революционному Комитету передан Курганский уезд. 3 ноября 1923 года образована Уральская область, включающая вновь образованный Курганский округ.
14 ноября 1928 года в черту города включены деревни Галкина 1-я и Шевелёва (ныне микрорайон Шевелёвка) Первогалкинского сельсовета.
С 17 января 1934 года Курганский район вошёл в состав Челябинской области. С 29 июня 1940 года Курган — город областного подчинения.

### Великая Отечественная война
В первые годы Великой Отечественной войны на территории Зауралья разместились и начали работать двадцать два эвакуированных предприятия. Вместе с ними прибыло около ста пятидесяти тысяч человек эвакуированного гражданского населения из Украинской ССР, Белорусской ССР и западных районов РСФСР.
22 июня состоялся митинг, на котором коллективы машзавода и мясокомбината решили выходить на работу в воскресенье и все заработанные деньги передать в фонд обороны страны. К акции в будущем присоединились многие предприятия города. За год организовано пять госпиталей для участников боевых действий. Были сформированы 32-й учебный запасной лыжный полк и 165-я стрелковая дивизия. На территории Курганского аэропорта гражданского воздушного флота базировалась сформированная в конце 1940 года 73-я учебная эскадрилья ГВФ (с 1943 года — Курганская авиационная школа пилотов ГВФ). Школа подготовила свыше 1000 пилотов для пополнения лётного состава ВВС Красной армии. Первоначально, в 1941 году на это же место была передислоцирована Лугинская военная школа авиамехаников. Однако, в связи с нехваткой помещений в июле 1943 года школу авиамехаников перевели в г. Шадринск, где к этому времени уже размещались Тамбовское Краснознамённое кавалерийское училище им. 1-й Конной армии и Московское Краснознамённое военно-политическое училище им. В.И. Ленина. В 1942 году в Курган прибыло Сталинградское военное танковое училище, дислоцировавшееся в городе до июля 1944 года. За неполные два года своей деятельности в эвакуации учебное заведение подготовило для фронта более двух тысяч офицеров-танкистов.
6 февраля 1943 года из тридцати двух районов Челябинской и четырёх районов Омской областей была образована Курганская область, Курган стал её административным центром. На её территории находилось 478 промышленных предприятий, 2010 колхозов и совхозов. В сентябре началось вещание областного радио.
12 февраля 1944 года в черту города включены посёлки Галкино, Торфяной, Плодопитомник, Центральная усадьба Кетовского овощемолочного совхоза (Учхоз № 1), Коннтора заготскот, подсобное хозяйство мясокомбината, агрозоотехникум, Рябковский сельсовет (посёлки Рябково и Свинсовхоз), Малочаусовский сельсовет (посёлки Мало-Чаусово, Смолино, Вороновка).

### Послевоенные десятилетия
24 марта 1947 года Совет Министров СССР принял постановление «О мерах по улучшению городского хозяйства Кургана». Оно имело большое значение для развития города, в том числе именно в 1947—1952 годах сформировался нынешний вид городского центра.
12 сентября 1958 года в черту города включены посёлки Курганка, Увал, Ново-Зайково, Восточный. 25 сентября 1958 года упразднены Малочаусовский и Рябковский сельсоветы.
15 июля 1960 года принят в эксплуатацию телецентр, в эфир вышли первые передачи Центрального телевидения. 1962 году утверждён новый план развития города, предусматривающий его расширение до 275 000 жителей.
20 января 1969 года посёлок Керамзит передан в административное подчинение Курганского горисполкома.
17 июня 1969 года посёлок Озёрный передан в административное подчинение Советского райисполкома города Кургана.
11 февраля 1971 года с конвейера КМЗ сошла первая БМП-1. Коллектив завода награждён орденом Трудового Красного Знамени. В 1983 году завод перешёл на выпуск БМП-2 и её модификаций. В 1987 году началось производство БМП-3, принятой на вооружение Советской армией годом раньше.
19 декабря 1978 года специализированное объединение «Изобильное» передано в административное подчинение Курганского горисполкома.
6 августа 1979 года Глинский сельсовет (село Глинки, посёлки Затобольный, Кирпичики, Утяк, деревни Храпова и Шепоткова) передан в административное подчинение Октябрьского райисполкома города Кургана. Черёмуховский сельсовет (село Черёмухово, деревни Арбинка, Нижняя Утятка, Осиновка, Старокомогорская) передан в административное подчинение Советского райисполкома города Кургана.
14 июня 1982 года Указом Президиума Верховного Совета СССР Курган награждён орденом Трудового Красного Знамени в связи с 200-летием получения статуса города и за успехи в народном хозяйстве.
28 июня 1989 года образован Утякский сельсовет.

### Постсоветское время
Весной 1994 года Курган пережил одно из самых крупных и разрушительных наводнений. В зоне затопления оказались 62 тыс. человек. Официально максимальный уровень воды в Тоболе у Кургана составил 10,07 метра. Но, по неофициальным данным, он был гораздо выше. Общий ущерб от наводнения в области превысил 85 млрд рублей (в ценах 1994 года). Масштаб урона был колоссальным. В денежном эквиваленте он оказался почти в два раза больше бюджета города Кургана (в 1993 году бюджет города составлял 44,2 млрд рублей).
1 февраля 1997 года упразднены Глинский, Утякский и Черёмуховский сельсоветы.
В марте 1998 года были приняты современные герб и флаг города.
В 2008—2013 годах велось строительство ТЭЦ-2.

## Геральдика
Описание герба города гласит: «В зелёном поле геральдического щита на серебряной земле два серебряных же кургана (холма), при этом левый возникает из-за правого». Щитодержатели: лазоревая с золотыми мордой, грудью и таковым же языком куница, держащая знамя с гербом Кургана 1785 года, древко составное (зелень и серебро), копейный наконечник, бахрома и шнуры с кистями — золотые; и чёрный соболь с червлёным языком, имеющий на шее золотую корону с пятью остроконечными видимыми зубцами, держащий подобное же знамя с гербом Кургана 1878 года; подножие — два зелёных кургана (холма). Геральдический щит увенчан золотой башенной короной о пяти зубцах с тремя зубчиками на каждом зубце и дополнен лентой ордена Трудового Красного Знамени. Девиз: «В жизнь» — начертан чёрными литерами на серебряной ленте. Геральдическая правая сторона находится слева от зрителя, левая — справа. 15 мая 2003 года герб города Кургана внесён в Государственный геральдический регистр Российской Федерации.
Флаг города Кургана представляет собой прямоугольное полотнище, ширина и длина которого соотносятся как 2:3, разделённое по горизонтали на две равновеликие полосы (сверху вниз) — изумрудного (зелёного) и белого цветов (утверждён 18 июля 2001 года). В крыже флага (в верхнем углу полотнища у древка) на изумрудной (зелёной) полосе — курганная эмблема, составленная из двух равновеликих белых холмов, один за другим — правый выходит из-за левого. Изображение курганов (холмов) стилизовано: каждый из них представляет собой равнобедренный треугольник с основанием в 2/9 длины флага и высотой в 1/6 его ширины. Треугольники разделены изумрудным (зелёным) контуром в 1/60 ширины флага таким образом, что общее основание курганной эмблемы равно 1/3 длины флага. Условный прямоугольник, в который вписывается курганная эмблема, отстоит от древка на 1/9 длины флага, а от верхней кромки полотнища — на 1/6 его ширины.

## Административное устройство
С точки зрения административно-территориального устройства, город имеет статус города областного подчинения, в границах которого образовано муниципальное образование город Курган со статусом городского округа как единственный населённый пункт в его составе.
История административного деления
- 12 мая 1955 года образованы Центральный и Промышленный районы города (упразднены 8 мая 1956 года)
- 26 июня 1962 года образованы Октябрьский и Советский районы города
- 20 октября 1980 года образован Первомайский район (за счёт разукрупнения Октябрьского и Советского районов)
- 1 декабря 1991 года все 3 района упразднены.

### Органы власти
Согласно статье 6 устава города, органами местного самоуправления являются:
- Курганская городская дума;
- Глава муниципального образования (глава города), избирается городской думой по предложению конкурсной комиссии;
- Администрация города;
- Контрольно-счётная палата города.

Глава города
- и. о. Анастасия Николаевна Аргышева (с 10 января 2024 года)

## Население
| 1710     | 1763     | 1782     | 1788     | 1800     | 1837     | 1845     | 1850     | 1854     | 1856     |
| -------- | -------- | -------- | -------- | -------- | -------- | -------- | -------- | -------- | -------- |
| 538      | ↗563     | ↗599     | ↗1384    | ↗1569    | ↗1662    | ↗2087    | ↗2385    | ↗2569    | ↗3576    |
| 1859     | 1860     | 1862     | 1868     | 1869     | 1889     | 1891     | 1897     | 1900     | 1901     |
| ↘3552    | ↘3461    | ↗3576    | ↗4872    | ↗5172    | ↗9056    | ↗9315    | ↗10 306  | ↗10 404  | ↗10 781  |
| 1904     | 1906     | 1909     | 1910     | 1911     | 1912     | 1914     | 1926     | 1931     | 1933     |
| ↗19 912  | ↗30 738  | ↗34 705  | ↗35 043  | ↗36 495  | ↗36 704  | ↗37 820  | ↘27 996  | ↗35 655  | ↗40 400  |
| 1939     | 1956     | 1959     | 1967     | 1970     | 1973     | 1975     | 1976     | 1979     | 1982     |
| ↗53 253  | ↗106 000 | ↗145 712 | ↗215 000 | ↗243 850 | ↗271 000 | ↗293 000 | →293 000 | ↗309 863 | ↗328 000 |
| 1985     | 1986     | 1987     | 1989     | 1990     | 1991     | 1992     | 1993     | 1994     | 1995     |
| ↗339 000 | ↗341 000 | ↗354 000 | ↗355 517 | ↗358 000 | ↗364 000 | ↗365 000 | ↘363 000 | ↘362 000 | ↘361 000 |
| 1996     | 1997     | 1998     | 1999     | 2000     | 2001     | 2002     | 2003     | 2004     | 2005     |
| →361 000 | ↗363 000 | ↗367 000 | ↗367 200 | ↘364 700 | ↘359 700 | ↘345 515 | ↘345 500 | ↘339 300 | ↘334 300 |
| 2006     | 2007     | 2008     | 2009     | 2010     | 2011     | 2012     | 2013     | 2014     | 2015     |
| ↘330 000 | ↘326 400 | ↘324 100 | ↘322 675 | ↗333 606 | ↘332 803 | ↘327 898 | ↘325 565 | ↗325 720 | ↗326 292 |
| 2016     | 2017     | 2018     | 2019     | 2020     | 2021     | 2023     | 2024     | 2025     |          |
| ↘325 189 | ↘322 042 | ↘318 045 | ↘315 311 | ↘312 364 | ↘310 911 | ↘305 505 | ↘302 354 | ↘300 763 |          |

На 1 января 2025 года по численности населения город находился на 65-м месте из 1124 городов Российской Федерации.
В своё время рост населения в городе подтолкнули эвакуация промышленных предприятий из европейской части СССР и образование 6 февраля 1943 года Курганской области. По некоторым данным, на момент образования области, в городе проживало не больше ста тысяч человек.
После распада СССР численность населения начинает падать с максимума в 1991 году (более 360 тысяч жителей), в 2017 году проживало 322 тысячи. Сохраняется превышение смертности над рождаемостью, наблюдается интенсивный миграционный отток.
По всероссийской переписи 2010 года:
| Народ                             | Численность чел. | % от указавших нац. |
| --------------------------------- | ---------------- | ------------------- |
| русские                           | 304 897          | 95,9 %              |
| украинцы                          | 2768             | 0,9 %               |
| татары                            | 1734             | 0,5 %               |
| казахи                            | 1461             | 0,4 %               |
| другие национальности менее 1 000 | 7230             | 2,3 %               |
| всего указана национальность      | 318 090          | 100,0 %             |
| Всего населения города            | 333 606          |                     |

Лица по которым нет данных о национальной принадлежности или не указана национальность в переписном листе составляют 15 516 чел. или 4,6 % от всего населения города. Из них 13 871 — нет сведений о национальной принадлежности, 1217 — национальность в переписном листе не указана, и 428 — отказ от ответа.

## Экономика
За 2015 год в бюджет города поступило 4904,8 млн рублей доходов. Доходы бюджета увеличились на 9 млн рублей, что на 0,2 % больше, чем в 2014 году. При этом налоговые и неналоговые доходы составили 2170,0 млн рублей, что на 285,1 млн рублей или на 11,6 % меньше, чем в 2014 году.
Поступившая в бюджет города сумма налога на доходы физических лиц (1241,0 млн рублей) на 25,7 млн рублей, или на 2,1 % больше, чем в 2014 году.
Расходы бюджета города составили 4887,8 млн рублей, что на 1 % меньше, чем в 2014 году. Наибольшую долю расходов составили расходы на жилищно-коммунальное хозяйство (11,4 %, увеличение на 35,1 % за счёт роста расходов на переселение граждан из аварийного жилищного фонда), общегосударственные вопросы (7,0 %, увеличение на 3,5 %), социальную политику (6,4 %, увеличение на 6,2 %)..

### Промышленность
В 1900 году на 46 предприятиях города трудился 321 рабочий. С постройкой железной дороги через Курган и притоком населения его роль в масштабах всей Сибири резко повысилась, поднялась значимость местной промышленности, расширилась торговля, — появился рабочий класс.
Важнейшими отраслями, определяющими развитие промышленного комплекса, является машиностроение и металлообработка, электроэнергетика, медицинская промышленность. В городе работают такие машиностроительные предприятия, как:
- «Курганский автобусный завод» (автобусы),
- «Курганский машиностроительный завод» (БМП-2, БМП-3),
- «Курганский завод дорожных машин» (дорожно-строительная и коммунальная техника),
- «Курганские прицепы» (легковые прицепы),
- «Курганский электромеханический завод» (трансформаторы масляные, фотореле),
- «Кургансельмаш» (доильные установки),
- «Курганхиммаш» (оборудования для нефтегазодобывающей, атомной и других отраслей промышленности),
- «Корвет» (нефтегазовое оборудование),
- «Курганприбор» (оборудование электрохимической защиты),
- «Курганский кабельный завод» (термостойкие нефтепогружные кабеля),
- «Курганский завод электромонтажных изделий» (электромонтажные изделия),
- «Курганский метизный завод» (болты, гайки),
- «Курганский арматурный завод» (трубопроводная арматура),
- «Курганский завод нестандартного оборудования» (буровые машины, снегоболотоходы),
- «Курганский машиностроительный завод конвейерного оборудования» (ленточный конвейер);
- металлообработка — «Курганстальмост» (мостовые металлоконструкции);
- металлургия — «Зауральский кузнечно-литейный завод» (гусеницы и детали для тракторов и комбайнов);
- медицинская — «Синтез» (лекарственные препараты), ООО «Велфарм»;

Электроэнергетика:
- «Энергокурган» (передача и распределение электрической энергии),
- «ТЭЦ-1» (производство тепловой и электрической энергии),
- «ТЭЦ-2» (производство тепловой и электрической энергии).

В городе развиты лёгкая и полиграфическая промышленность.
Крупнейшие предприятия пищевой промышленности:
- «Курганский винодельческий завод» (коньяк),
- «Курганский дрожжевой завод» (сухие дрожжи),
- «Зауральские напитки» (пиво, минеральная вода),
- «Дигидон» (сок),
- «Курганский мясокомбинат»,
- «Хлебокомбинат № 1»,
- «Молоко Зауралья».

## Транспорт
Курган — крупный транспортный узел Российской Федерации, через город проходит автомобильная дорога федерального значения P254 «Иртыш», связывающая между собой города Челябинск, Омск и Новосибирск. Автотрасса 37А-0002 (ранее Р372), которая связывает Курган с Костанаем, и автомобильная дорога Р354 с Екатеринбургом. Имеется развитое пригородное и междугороднее автобусное сообщение. Через город проходит Транссибирская железнодорожная магистраль, связывающая между собой города Москву, Челябинск, Омск, Новосибирск, Красноярск и Владивосток. По реке Тобол, протекающей через город, в настоящее время судоходства нет, но 19 мая 1871 года в Курган прибыл пароход «Благодать» из Тюмени.
Пассажирские воздушные перевозки из Кургана осуществляются через аэропорт Курган, расположенный на восточной окраине города. Регулярные авиалинии действуют в городе с 15 мая 1940 года. В 2007 году Минтранса России и Федерального агентства воздушного транспорта разрешили аэропорту Курган принимать воздушные суда иностранного производства Airbus и Boeing. За 2011 год аэропорт Курган обслужил 33 400 пассажиров. Кроме того в 27 километрах от города находится спортивный аэродром Логовушка.
Курган — крупный железнодорожный узел Уральского федерального округа. В городе действуют железнодорожные вокзалы Центральный и Пригородный. Курган является центром Курганского региона Южно-Уральской железной дороги — филиала ОАО «Российские железные дороги». Проект железной дороги Челябинск — Курган — Петропавловск — Омск — Новониколаевск — Красноярск — Владивосток утверждён в 1890 году. Железнодорожные магистрали, проходящие через Курган, обеспечивают связь Центральной России с Уралом и Сибирью. Между Курганом и Москвой курсирует фирменный пассажирский поезд «Зауралье». Пассажиропоток ж/д вокзала Кургана составляет около 5 тыс. пассажиров в день.
На территории города находится Курганский автовокзал. С автовокзала ежедневно отправляются пригородные, междугородние и межобластные автобусы. На автобусе из Кургана можно добраться до Челябинска, Тюмени, Екатеринбурга, Тобольска, Сургута, Приобья, Ханты-Мансийска, Нижневартовска, Ишима, Костаная, Рудного, Павлодара, Сибая, Нижнего Тагила, Шадринска, Шумихи и других городов.
Курганский автобус — один из видов общественного транспорта в городе Кургане. До марта 2007 года эксплуатацию городской автобусной системы осуществляло МПГПТ — Муниципальное Предприятие Городского Пассажирского Транспорта, созданное в декабре 1992 года в результате объединения Автоколонны-1855 и МУП Троллейбусное Управление. Автопарк состоял из автобусов Ikarus, ЛиАЗ, ЛиАЗ, ЛАЗ, КАвЗ, МАРЗ, Mercedes-Benz, Hainje, Den Oudsten, Setra, Scania. Наиболее загруженные маршруты обслуживались автобусами Ikarus-280.33. Помимо регулярных маршрутов, существовали маршруты-экспрессы, дублирующие регулярные маршруты, но при этом имеющие меньшее число остановок. В начале 2006 года МПГПТ было признано банкротом. С 2007 года происходило замещение маршрутов, ранее обслуживаемых МПГПТ, и маршруты перешли к предприятию ОАО «РегионАвтоТранс-Курган» — который заменил МПГПТ, но просуществовал до 2009 года и был тоже закрыт ввиду лобби владельцев частных маршрутных такси, заинтересованных в получении прибыльных маршрутов. С 2009 года все маршруты города отданы частным перевозчикам.
В 2021 году активно начала работать общественная организация Союз транспортников Курганской области, в неё вошли большинство крупных перевозчиков административного центра. На базе Союза перевозчики смогли формировать единую позицию по вопросам взаимодействия с гражданским обществом, органами местного самоуправления, региональными и федеральными органами власти.
Курганский троллейбус — один из бывших видов общественного транспорта в городе. 24 ноября 1965 года в Кургане была открыта первая троллейбусная линия. В тот же день на линию вышли 4 троллейбуса марки ЗИУ, которые повезли первых пассажиров по маршруту «КЗКТ — Химмаш». Именно с этого времени началось регулярное троллейбусное движение в Кургане. К открытию троллейбусного движения в городе были построены две тяговые подстанции мощностью 3600 кВт. Протяжённость контактной сети составляла 26,4 км. Троллейбусный парк насчитывал 10 машин. Движение осуществлялось по трём маршрутам: «КЗКТ — Химмаш», «КЗКТ — ЭМИ», «КЗКТ — КСМ». В 1980-е годы были введены новые троллейбусные линии, которые связали центр города с окраинами. Так, было пущено движение до комбината «Синтез», на проспект маршала Голикова, до аэропорта и в посёлок Сиреневый. 29 апреля 2015 года троллейбусное движение было закрыто ввиду отключения главной подстанции и банкротства предприятия, а в сентябре 2016 года полностью демонтирована контактная сеть и утилизирован подвижной состав.
- Некрасовский мост
- Курганский троллейбус
- Путепровод ЖБИ
- Кировский мост

## Социальная сфера

### Образование
В 2012 году в Кургане действовало 47 общеобразовательных школ (из них 5 гимназий и 1 лицей); 2 вечерние школы; 10 учреждений дополнительного образования; 8 учреждений для детей-сирот и с недостатками в развитии (школы-интернаты V и VIII видов, детский дом); 85 дошкольных образовательных учреждений. Кроме того, в городе действует ряд негосударственных образовательных учреждений, 11 учреждений среднего профессионального образования (Курганский базовый медицинский колледж, Курганский государственный колледж, Курганский областной колледж культуры, Курганский педагогический колледж, Курганский технологический колледж имени Н. Я. Анфиногенова, Курганское училище олимпийского резерва, Курганский промышленный техникум, Курганский областной музыкальный колледж имени Д. Д. Шостаковича).
Высшее образование предоставляют 6 высших учебных заведений:

| - Курганский пограничный институт ФСБ России; - Курганский государственный университет; - Курганская государственная сельскохозяйственная академия; - Курганский институт железнодорожного транспорта; | - Курганский филиал Российской академии народного хозяйства и государственной службы при Президенте Российской Федерации; - Курганский филиал Академии труда и социальных отношений; |

### Потребительский рынок
Крупные торговые и торгово-развлекательные центры: ТРЦ «Hyper City», ТРЦ «Пушкинский», ТЦ «Звёздный», ТЦ «Парус», ТЦ «Детский мир», ТЦ «Дома», ТЦ «Зауральский торговый дом» (Ранее ЦУМ), ТРЦ «РИО», ТЦ «Зауральский домострой», ТЦ «Дом бытовых услуг», ТЦ «Метрополис» и другие. Лидирующее место по количеству магазинов в продовольственном сегменте занимает местная розничная сеть «Метрополис». С 2010 года экспансию на данном рынке начала розничная продовольственная федеральная сеть «Магнит», которая постоянно расширяет количество своих магазинов. Присутствуют продовольственные торговые сети «Пятёрочка», «Монетка», «Красное & Белое». Из непродовольственных присутствуют «Спортмастер», «Детский мир», «Л'Этуаль» и другие. Среди местных торговых организаций — «Товарищество Предпринимателей», «ПроСвязь», «Стройсельхозторг».

### Наука
В Кургане работают 3 института УрО РАН, 2 НИИ и конструкторских бюро. Крупнейшим из них является РНЦ «ВТО» им. Илизарова — в центре разработан и внедрён в практику ортопедии и травматологии метод чрескостного остеосинтеза по Илизарову, который представляет собой целую систему оперативных и бескровных методик лечения переломов конечностей любой локализации, устранения укорочений и деформаций конечностей, замещения костных дефектов без трансплантации, лечения ложных суставов, патологии крупных суставов, кисти и стопы. Метод используется в ангиологии, вертебрологии, онкологии и других областях медицины. Применяется во всех регионах России, странах СНГ и в 88 странах мира.

## Здравоохранение
На 2012 год в Кургане насчитывается 25 больниц, 17 поликлиник, 6 станций скорой медицинской помощи.
В Рябково находится Российский научный центр «Восстановительная травматология и ортопедия» имени академика Г. А. Илизарова (РНЦ «ВТО» им. Илизарова). В Центре Илизарова впервые в мире разработаны и внедрены в медицинскую практику способы устранения укорочения конечностей (до 50 см и более), ложных суставов, последствий полиомиелита; возмещения дефектов костей, лечение врождённой и приобретённой патологии кисти и стопы. Одним из первых в России Центр Илизарова стал заниматься эндопротезированием крупных и мелких суставов. В Центре развёрнуто отделение артроскопии суставов. В РНЦ «ВТО» проводится остеосинтез таза при застарелых многоплоскостных деформациях и дефектах тазового кольца.
30 марта 2012 года в Рябково открыли Курганский областной перинатальный центр. Здесь оборудованы отделения интенсивной терапии, патологии новорождённых и недоношенных детей, детская и взрослая реанимация, операционные, 130 палат для рожениц, лаборатория, свой пищеблок, прачечная и котельная. В учреждении работает поликлиника, туда переехал областной Центр планирования семьи и репродукции.

## Связь и телекоммуникации
В Кургане выходит большое количество печатных изданий — около 50 газет (самые известные: «Курган и Курганцы», «Зауральский стадион», «Новый мир») и 20 журналов.
В 1950 году в СССР было 2 телецентра, в 1955 году — 5, а в 1960 году уже 83. Одним из них стал телецентр в Кургане. Его строили по типовому проекту Всесоюзного института телевидения. Летом 1959 года на юго-западной окраине Кургана началось сооружение телевизионной мачты. Газета «Красный Курган» сообщала, что «в отличие от существующих телевизионных мачт башенного типа сооружаемая в Кургане мачта монтируется из специальных труб (царг) и требует в 1,5 раза меньше металла, чем башенная. Такого типа мачта устанавливается на Урале и в Сибири впервые». Мачта должна была сохранять вертикальное положение с помощью растяжек. В 1998 году Курганская государственная телерадиокомпания вошла в состав холдинга ВГТРК. С 2005 года ГТРК «Курган» — филиал ВГТРК.
6 февраля 2000 года открылась первая частная телекомпания «Регион-45» (с 3 сентября 2012 преобразование телекомпании в информационное агентство Kurgan.ru). В 2002 году открылась местная радиостанция «За облаками», в 2004 году появилось первое автомобильное радио «Авторадио», а в 2006 году появилась молодёжная станция NRJ. В 2008 году радио «Радио За облаками» открыло свою частоту в Шадринске и в этом же году появляется радиостанция «Добрые песни». В 2010 году состоялось открытие радиостанции «Дорожное радио», а в 2011 году — радиостанции DFM и «Юмор FM», в 2012 году открыта радиостанция «Наше радио».

### Мобильная связь
В городе работают 6 операторов сотовой связи стандарта GSM:
- t2 (первый оператор сотовой связи в Кургане. Ранее работал под торговой маркой «Южно-Уральский сотовый телефон» (ЮУСТ), позже «Utel», затем «Ростелеком»).
- МТС
- билайн
- МегаФон
- Мотив
- YOTA

## Культура и искусство

### Культура
В Кургане работают 8 областных музеев и их филиалов, а также много музеев на базе образовательных учреждений, организаций и предприятий:
- Курганский областной художественный музей
- Курганский областной краеведческий музей самое крупное в области хранилище историко-культурных и естественнонаучных коллекций
- Дом-музей В.К.Кюхельбекера находится в доме, где в период с 21 сентября 1845 года по март 1846 года жил Кюхельбекер
- Курганский музей декабристов находится в доме, где в период с 1833 по 1837 годы жил М. М. Нарышкин со своей семьёй
- Музей истории города Кургана находится в бывшем купеческом особняке, принадлежавшем купцу I гильдии Семёну Ивановичу Березину
- Курганский авиационный музей в экспозиции музея находятся гражданские и военные летательные аппараты
- Музей истории центра академика Г.А.Илизарова музей был посвящён памяти академика
- Дом-музей А.И.Кочешева находится в бывшем фотоателье фотографа Кочешева
- Музей травматологии и ортопедии на базе научного центра «ВТО» им. академика Илизарова[100]
- Военно-исторический музей «Аллея Славы» рядом с обелиском Вечного огня[101]
- Музей истории молодёжных движений города «Время молодых: шаги истории» в Курганском доме молодёжи[102]

Открыт Областной культурно-выставочный центр. Работают Курганский государственный театр драмы (создан на базе Шадринского городского театра), Курганский театр кукол «Гулливер», театр-студия «Суббота», театр-студия «Контекст», Курганская областная филармония. В Кургане работает более 37 библиотек (в том числе открывшаяся в конце 2017 года библиотека-музей «Жизнь замечательных людей». Открыты 4 кинотеатра: Pushka, Россия, Клумба Синема, Киноклуб.
- Курганский государственный театр драмы
- Курганская областная филармония
- Курганский областной краеведческий музей
- Дом-музей В.К.Кюхельбекера

### Изображение города в искусстве
На ладони Зауралья 

Город мой навеки встал. 

Он блестит стеклом и сталью 

И растёт что твой кристалл. 

Здесь избушки, как старушки 

В окруженье молодцов, 

Молча смотрят на верхушки 

Подрастающих домов. 

Не стоят без дела краны, 

Кверху тянут весь наш край, 

Так что города Кургана 

Бугорком не называй!
Город представлен в небольшом количестве произведений всех видов классического и современного искусства и вдохновил писателей (Виктор Гилев, Виктор Потанин, Иван Яган), поэтов (Вильгельм Кюхельбекер, Леонид Куликов), художников (Марс Сафин), композиторов (Евгений Григорьев, Сергей Курганский) на создание различных художественных произведений, в которых образ города занимает основное либо существенное место. Также городу авторами посвящены различные творения: в музыке это Александр Дюмин, Валерий Чигинцев, Сергей Сиделёв, Юрий Гальцев.
Фильмы, снятые в городе Кургане местными авторами — «Прекращаем выживать» (провинциальный город охвачен эпидемией самоубийств среди молодёжи, все они имеют причастность к таинственному обществу «Прекращаем выживать»), «Беглецы» (фильм рассказывает о проблемах молодёжи в провинциальных городах, таких как Курган), «Мы — будущее» (документальный фильм рассказывающий о молодёжных проектах по развитию города), «Белый Курган красный» (фильм рассказывает о временах гражданской войны на территории Зауралья), «Битва за Чернобыль» (документальный фильм о катастрофе), «Аномальная зона» (фильм рассказывает о теме апокалипсиса и последствия третьей мировой войны), «Дай миру шанс» (боевик о любви и бескорыстии) и другие.

### Религия
Основными религиозными конфессиями в городе являются православное христианство и ислам суннитского толка.
- Среди православных храмов представлены: Георгиевская церковь, Собор Святого Александра Невского, Богоявленский храм, Храм Благовещения Пресвятой Богородицы, Свято-Духовский храм, Храм Кирилла и Мефодия, Храм целителя Пантелеймона, Храм Святой Троицы.
- Старообрядческий молитвенный дом.
- Мусульманская соборная мечеть.
- Среди протестантских церквей представлены:
  - Церковь Евангельских Христиан Баптистов «Свет Истины», Церковь Евангельских Христиан Баптистов «Слово Жизни»,
  - Церковь Христиан Веры Евангельской «Эммануил», Церковь Христиан Веры Евангельской «Жатва»,
  - Поместная церковь Христиан Адвентистов Седьмого дня.

## Архитектура и достопримечательности

### Архитектура
Среди городских построек встречаются памятники архитектуры XIX—XX в. Исторический центр города расположен в районе улиц Климова, Куйбышева и Советской.
Лицо города менялось вместе со сменой политических эпох. До революции 1917 года Курган был застроен в первую очередь деревянными домами. После эпохи коллективизации город стал расти, но преобладание так называемого «частного сектора» сохранялось до 1950-х годов. Например, на фотографиях тех лет видно, что на месте будущей Центральной площади стояли избы, за которыми виднелся кинотеатр «Россия».
Лишь после того, как страна восстановилась после войны, в городе стало развиваться многоэтажное строительство. Вначале это были 3- и 4-этажные здания. Застраивался в первую очередь центр. На это время выпало такое событие, как постройка ансамбля Центральной площади имени Ленина. Но по-настоящему облик центральных улиц и дворов определили стройки 1960—1970-х годов. В это время «вырос» Заозёрный жилой массив.
С конца 1990-х годов отмечены две тенденции развития городской застройки: коттеджные микрорайоны и точечная застройка.

XXI век порадовал развитием Заозёрного (начало строительства 4-го микрорайона) и возрождением высотного домостроения — строители освоили «17-этажки». До этого единственным высотным зданием было здание налоговой инспекции, построенной ещё при социализме.

### Достопримечательности
В городе располагаются 127 объектов культурного наследия (памятники истории и культуры), в том числе 4 объекта культурного наследия федерального значения. Большинство объектов находится на улицах Советская, Куйбышева, Климова. Один из них, Пожарное депо в г. Кургане, отреставрированное в 1999 г., является одним из наиболее значимых памятников города. Уникальным образцом рубленного деревянного зодчества является дом купца К. М. Дунаева, который является объектом культурного наследия федерального значения. Также под федеральной охраной находятся дом декабриста М. М. Нарышкина, дом декабриста В. К. Кюхельбекера, дом декабриста А. Е. Розена.
Самым распространённым типом застройки исторической части города являлся усадебный комплекс, в состав которого входили жилой дом, магазин, склады, мастерские и другие постройки. Во второй половины XIX века в жилой застройке появляется городской особняк, в основном каменный (например Дом Смолина). Особую группу памятников составляют деревянные особняки в стиле модерн, построенные в начале XX века. Среди них можно выделить Дом инженера Остапца.
Из промышленных зданий сохранились здания Казённого винного склада, Пиво-медоваренного завода, административное здание винокуренного завода Д.И.Смолина.
Образцом архитектуры советского времени является градостроительный ансамбль центральной площади г. Кургана, признанный памятником градостроительства в 2000 году. Градостроительный ансамбль отражает традиции Ленинградской архитектурной школы, воплотившей в композиционно-планировочных решениях неоклассический стиль 40-50-х годов XX века.

### Памятники
- Памятник А. М. Матросову 55°26′41″ с. ш. 65°17′41″ в. д.HGЯO— открыт в 1987 году, скульптор Г. П. Левицкая[115].
- Памятник в честь боевых и трудовых заслуг зауральских железнодорожников 55°26′32″ с. ш. 65°19′27″ в. д.HGЯO— установлен 22 апреля 1978 г.
- Памятник в честь 50-летия «Курганского машиностроительного завода» 55°27′48″ с. ш. 65°19′52″ в. д.HGЯO— представляет собой боевую машину пехоты (БМП) на постаменте.
- Мемориальный комплекс воинам-зауральцам, погибшим в локальных войнах и военных конфликтах второй половины XX века 55°26′34″ с. ш. 65°21′10″ в. д.HGЯO— на плитах отлиты имена 205 погибших зауральцев, открыт 23 сентября 2000 г. Автор В. А. Епишев, архитектор В. М. Хорошаев.
- Мемориальный ансамбль воинам — рабочим и труженикам тыла завода «Кургансельмаш» 55°15′51″ с. ш. 65°14′06″ в. д.HGЯO— открыт в 1975 году, скульптор А. И. Козырев, архитектор Биткин[116].
- Памятник воинам, погибшим от ран в госпиталях Кургана в годы Великой Отечественной войны 55°26′04″ с. ш. 65°19′06″ в. д.HGЯO— годы создания 1975—1985, скульптор С.А Голощапов, архитектор А. С. Якущенко[117].
- Памятник В. И. Бурову-Петрову 55°25′59″ с. ш. 65°19′12″ в. д.HGЯO— установлен в 1977 у входа в Парк Победы, где похоронен В. И. Буров-Петров. Архитектор И. В. Козлов, исполнительный художник В. А. Корочкин.
- Памятник В. И. Ленину
- Бюст В. И. Ленина 55°26′30″ с. ш. 65°20′18″ в. д.HGЯO— установлен в 2017 у входа в обком КПРФ[118].
- Памятник В. И. Ленину 55°27′56″ с. ш. 65°20′42″ в. д.HGЯO— в 1967 году перенесён к зданию завода «Икар» с центральной площади. Скульптор: А. И. Козырев.
- Памятник В. М. Слосману 55°26′25″ с. ш. 65°19′09″ в. д.HGЯO— стела установлена в сквере у Дворца культуры железнодорожников на привокзальной площади, носящей его имя[119].
- Памятник Г. А. Илизарову 55°29′38″ с. ш. 65°18′32″ в. д.HGЯO— открыт 9 сентября 1994 года на территории РНЦ им. Г. А. Илизарова. Скульптор Ю. Л. Чернов.
- Памятник Д. Е. Пичугину 55°26′50″ с. ш. 65°23′20″ в. д.HGЯO— установлен в 1977 году. Скульптор С. А. Голощапов, архитектор Б. А. Варопай. .
- Памятник Д. Е. Пичугину 55°26′40″ с. ш. 65°20′37″ в. д.HGЯO— открыт в 1959 году. Скульптор А. И. Козырев.
- Памятник Д. И. Смолину 55°26′43″ с. ш. 65°22′33″ в. д.HGЯO— открыт 9 ноября 2000 года перед бывшим административным зданием винокуренного завода, скульптор Валерий Лытченко-Меткий[120].
- Памятник Д. М. Карбышеву 55°30′04″ с. ш. 65°18′36″ в. д.HGЯO— открыт 6 мая 1975 года, скульптор А. И. Козырев, архитектор В. П. Скобелев. Является объектом, представляющим собой историко-культурную ценность[121].
- Памятник Д. М. Крутикову 55°26′56″ с. ш. 65°23′53″ в. д.HGЯO— открыт в 1977, художник О. К. Гудков[122].
- Памятник жертвам политических репрессий 55°26′10″ с. ш. 65°20′56″ в. д.HGЯO — надпись на памятнике гласит: «За годы с 1917 по 1990 в Уральской области репрессированы 788 тысяч человек, из них — 363 тысячи детей, женщин и стариков». Открыт 28 октября 2000 года[123].
- Памятник знак «Героев подвиги бессмертны» 55°25′43″ с. ш. 65°15′34″ в. д.HGЯO— мемориал на территории завода "НПО «Курганприбор». В 2015 восстановлен работниками завода[124].
- Памятник Коле Мяготину 55°26′16″ с. ш. 65°19′39″ в. д.HGЯO— закладка памятника состоялась 19 мая 1962 г. Скульптор А. И. Козырев.
- Памятник Л. Б. Красину 55°25′47″ с. ш. 65°20′23″ в. д.HGЯO
- Памятник М. И. Глинке 55°26′32″ с. ш. 65°20′28″ в. д.HGЯO— установлен в сквере у Детской школы искусств № 4.
- Памятник Наташе Аргентовской 55°26′10″ с. ш. 65°21′12″ в. д.HGЯO— объект культурного наследия регионального значения, открыт в июле 1961 года, скульптор А. И. Козырев[125].
- Памятник Н. Д. Томину 55°25′13″ с. ш. 65°14′45″ в. д.HGЯO— открыт 5 мая 1975 года, скульптор А. И. Козырев, архитектор А. С. Якушев.
- Памятник первому Российскому паровозу 55°26′32″ с. ш. 65°19′26″ в. д.HGЯO — копия паровоза, который был построен братьями Черепановыми в 1834 году.
- Мемориальная плита в честь будущей установки памятника Преемственности и Примирения культур 55°25′06″ с. ш. 65°14′52″ в. д.HGЯO
- Памятник Т. С. Мальцеву 55°27′49″ с. ш. 65°16′01″ в. д.HGЯO— открыт 10 ноября 2015 года, автор Ольга Красношеина[126]
- Памятник уходящим технологиям[127] — ЦПКиО (Демонтирован).
- Памятник Ф. Э. Дзержинскому 55°26′29″ с. ш. 65°21′36″ в. д.HGЯO— открыт в 1977 году.
- Памятник «Зауральцам-ликвидаторам аварии на ЧАЭС» — Парк Победы.
- Памятник-паровоз «ФД» — площадь им. В. Е. Собанина.
- Памятник-фонтан «Звезда» — Парк Победы.
- Скульптурная композиция «Ника-победительница» — улица Некрасова.
- Скульптурная композиция «Читающие девушки» — улица Ленина.
- Скульптурная композиция «Родители» — городской сад.
- Бюст Д. М. Карбышева — улица Станционная.
- Бюст М. С. Шумилова — напротив Курганского областного краеведческого музея.
- Бюст Н. И. Радионова — улица Коли Мяготина.
- Вечный огонь (обелиск в честь победы советского народа в Великой Отечественной войне) — напротив Курганского областного краеведческого музея.
- Памятник С. А. Балакшину (2021 г.) — в Городском саду[128].

## Спорт
В городе расположены спортивные сооружения — ледовый дворец спорта им. Парышева, ледовая арена «Юность», стадион «Центральный», стадион «Локомотив», стадион «КЗКТ», бассейн «Дельфин», бассейн «Олимп».
Курган — один из ведущих спортивных центров на Урале. С городом связано большое количество спортсменов, мировых и олимпийских чемпионов. Начиная с 1960 года курганские спортсмены постоянно принимают участие на Олимпийских играх. В таких дисциплинах как: биатлон — Дмитрий Соколов, Яна Романова; лёгкая атлетика — Геннадий Солодов, Елена Копытова-Каваклыоглу, Ирина Мистюкевич, Лилия Нурутдинова; греко-римская борьба — Александр Меньщиков, Геннадий Корбан, Нурым Дюйсенов; плавание — Алексей Марковский, Михаил Сиднин; лыжные гонки — Владимир Мазалов, Сергей Петров, Юрий Семянников; дзюдо — Николай Ожегин, Сергей Колесников; пулевая стрельба — Татьяна Голдобина; тяжёлая атлетика — Алла Важенина, Дмитрий Смирнов, Игорь Алексеев.
Всего в городе расположено 4 стадиона с трибунами, 3 плавательных бассейна, 14 лыжных баз, 2 дворца с искусственным льдом, 1 ипподром, 10 спортивных школ и 403 плоскостных сооружения. По статистике на 2010 год в Кургане спортом занималось 60 000 человек, в этом же году курганские спортшколы подготовили 20 мастеров спорта и 151 кандидата в мастера спорта.
Крупнейшие спортивные сооружения города:
- Стадион «Центральный» (построен в начале XIX века под названием стадион «Вольнопожарного общества») вместимостью после реконструкции 8 000 зрителей[130] — является основным футбольным стадионом города и домашней ареной футбольного клуба «Тобол».
- Спортивный комплекс «Молодёжный» — основная спортивная площадка для соревнований по игровым видам спорта (предназначена для соревнований по баскетболу, волейболу, мини-футболу, гандболу).
- Ледовый дворец спорта «Мостовик» на 2 500 зрителей с ледовой ареной — основная хоккейная площадка города.

Основные спортивные клубы города:
- «Тобол» — футбольный клуб города и области, играет в третьем дивизионе чемпионата России, обладатель Кубка РСФСР (1991).
- «Арбитраж» — мини-футбольный клуб, играет в первой лиге чемпионата России, бронзовый призёр второй лиги чемпионата России (2010/12).
- «Зауралье» — хоккейный клуб, выступающий в Высшей хоккейной лиге. Бронзовый призёр высшей лиги чемпионата России (2003/04).
- «Юниор» — молодёжный хоккейный клуб, победитель первенства молодёжной хоккейной лиги (МХЛ-Б) сезона 2012/2013, обладатель Кубка Регионов сезона 2012/2013, с 2013 года команда включена в чемпионат молодёжной хоккейной лиги (МХЛ-А).

## Выдающиеся курганцы
- Герои Советского Союза, уроженцы города: Н. И. Должанский (1917—2011), А. С. Ерёмин (1908—1995), Е. К. Кремлёв (1923—1944), А. Е. Черёмухин (1915—1987); уроженцы деревень, вошедших в черту города: Н. В. Буторин (1912—1945), Д. М. Крутиков (1923—1945).
- Герои Социалистического Труда, уроженцы города: Е. В. Архипова (1927—2007(?)), Я. М. Еличев (1908—1989), Б. П. Карпеш (1927—1995).

## Преступность
Согласно отчёту начальника УМВД Д. В. Свинова о деятельности полиции Курганской области за 2019 год перед депутатами Областной Думы, «…область занимает 10-е место в рейтинге регионов России с наименьшим удельным весом преступлений в общественных местах в общем массиве преступности (24,0 %) и первое — среди субъектов Уральского федерального округа».
- Александр Солоник — «легенда преступного мира» 1990-х годов, российский «киллер номер один». 5 июля 1995 года он сбежал из следственного изолятора «Матросская тишина», чего до него не удавалось сделать никому.
- ОПГ «Курганская» — одна из самых могущественных и влиятельных группировок Москвы 1990-х годов.
- ОПГ «Локомотив» — одна из самых крупных зауральских группировок 2004—2010 годов[132].

## Кладбища
Городские кладбища с захоронениями до середины XX века не сохранились — застроены жилыми домами или превращены в парки отдыха (Городской сад имени Александра Невского, парк Победы, парк Памяти первых поселенцев, Старообрядческий сквер). С 1956 по 1971 год производились захоронения на Старом Рябковском кладбище. С 1971 года хоронят на Новом Рябковском кладбище (с 2008 года только подзахоронения). С 1993 года хоронят на Зайковском кладбище. С 2010 года также используется кладбище в посёлке Чистопрудном.
Для жителей посёлков, вошедших в черту Кургана, возможны подзахоронения на их старых кладбищах: в Глинках, Зайково, Смолино, Храпово, Черёмухово, Шепотково. С 1947 года действует Мусульманское кладбище.
На кладбище села Кетово, кроме тех, кто был прописан в этом селе, хоронят ветеранов войны и труда, инвалидов Великой Отечественной войны, почётных граждан Курганской области. Органы местного самоуправления решают вопрос о захоронении на Кетовском кладбище с учётом заслуг гражданина перед обществом и государством.

## Города-побратимы
Города-побратимы — это города, с которыми заключены соглашения о побратимских отношениях. В зависимости от содержания соглашение включает пункты о развитии культурного, социального, экономического, спортивного, образовательного сотрудничества. Также статус города-побратима позволяет обращаться в международные и европейские организации за поддержкой совместных проектов и начинаний.
|                  |        |           |                                    |                 | Города-побратимы \| Название \| Страна \| Регион \| Дата \| Примечание \| \| ---------------- \| ------ \| --------- \| ---------------------------------- \| ---------- \| \| Руфина \| Италия \| Тоскана \| октябрь 1982 года / март 1984 года \| [133][134] \| \| Эпплтон / Аплтон \| США \| Висконсин \| 27 апреля 1990 года \| [134][135] \| \| Юйлинь \| Китай \| Шэньси \| 30 августа 2023 года \| [136] \| |
| Название         | Страна | Регион    | Дата                               | Примечание      | |
| Руфина           | Италия | Тоскана   | октябрь 1982 года / март 1984 года | [ 133 ] [ 134 ] | |
| Эпплтон / Аплтон | США    | Висконсин | 27 апреля 1990 года                | [ 134 ] [ 135 ] | |
| Юйлинь           | Китай  | Шэньси    | 30 августа 2023 года               | [ 136 ]         | |

## Объекты, названные в честь города
- Звезда «Город Курган» в созвездие Льва, 16-й звёздной величины. Координаты 165.17718, 15.12123. Название присвоено 23 августа 2014 года[137][138].
- Улица Курганская в южной части Северного посёлка г. Кургана.
- Улица Курганская (или Курганская улица) есть в населённых пунктах:
  - Россия: Астрахань, Воронеж, Екатеринбург, Иркутск, Ишим, Калининград, Кемерово, Красноярск, Ленинск-Кузнецкий, Магнитогорск, Москва, Нижний Тагил, Новокузнецк, Новосибирск, Оренбург, Прокопьевск, Самара, Саратов, Сызрань, Тамбов, Тюмень, Уфа, Челябинск, Якутск; в Омске есть 1-я, 2-я, 3-я и 4-я Курганские улицы.
  - Белоруссия: Могилёв
  - Казахстан: Алма-Ата, Караганда, Костанай, Петропавловск, Уральск
  - Киргизия: Бишкек
  - Украина: Днепр, Каменское, Кривой Рог, Одесса, Ровно
- Площадь Курган (ит. Piazza Kurgan): Италия, Руфина — 43°49′37″ с. ш. 11°29′16″ в. д.HGЯO
- Дизель-электроход «Курган», порт Владивосток (1960-е годы)[139]
- Постановлением военного совета дальней авиации от 19 февраля 2015 года стратегическому ракетоносцу Ту-95МС, государственный и регистрационный опозновательный знак RF-94182, бортовой номер 04 авиабазы «Украинка» присвоено почётное наименование «Курган»[140].